# Saint-Jean-de-la-Haize

Saint-Jean-de-la-Haize este o comună în departamentul Manche, Franța. În 1 ianuarie 2022 avea o populație de 538 de locuitori.